# Clinocera pokornyi
Clinocera pokornyi är en tvåvingeart som först beskrevs av Josef Mik 1886.  Clinocera pokornyi ingår i släktet Clinocera och familjen dansflugor. Inga underarter finns listade i Catalogue of Life.